# Gournay
Gournay é uma comuna francesa na região administrativa do Centro, no departamento Indre. Estende-se por uma área de 20,64 km². Em 2010 a comuna tinha 289 habitantes (densidade: 14 hab./km²).